# Myxopappus
Myxopappus là một chi thực vật có hoa trong họ Cúc (Asteraceae).

## Loài
Chi Myxopappus gồm các loài: